# Eggjareid Station
Eggjareid Station (Eggjareid holdeplass) er en tidligere jernbanestation på Bergensbanen, der ligger i Raundalen i Voss kommune i Norge.
Stationen åbnede som trinbræt 16. maj 1936. Indtil 9. december 2012 blev den betjent af lokaltog mellem Bergen og Myrdal. På det tidspunkt bestod den af et spor og en perron med et læskur i rødmalet træ.